# Marta Gardolińska
Marta Gardolińska, née en 1988 à Varsovie, est une cheffe d'orchestre polonaise.
Nommée en janvier 2021 à la tête de l'Orchestre de l'Opéra national de Lorraine, elle est l'une des premières femmes directrice musicale d'un grand orchestre français.

## Biographie

### Études
Gardolińska commence le piano à l'âge de six ans. C'est à l'adolescence que, membre d'une chorale dirigée par un chef charismatique, lui vient le désir de diriger. Elle étudie la flûte traversière et la direction d'orchestre à l'université de musique Frédéric Chopin de Varsovie. De 2010 à 2014, elle poursuit ses études à l'Académie de musique et des arts du spectacle de Vienne, notamment la direction d'orchestre et de chant choral avec Mark Stringer (en), Yuji Yuasa et Erwin Ortner (de).
Sportive, ayant pratiqué la natation et l'athlétisme à haut niveau avant de se décider pour la profession de musicienne, victime d'un tennis elbow pouvant contrarier sa carrière de cheffe d'orchestre, elle allie ses deux principaux centres d'intérêt en obtenant le certificat de Physiologie en musique de l'Académie de musique de Vienne. 
Formée dès sa jeunesse au chant choral, elle devient membre de l'Arnold Schoenberg Chor et du Wiener Singverein, ce qui lui permet d'observer en répétitions et en concert le travail de grands chefs comme Claudio Abbado et Nikolaus Harnoncourt. 
Elle suit les cours de direction de l'École Pierre Monteux à Hancock dans le Maine aux États-Unis et se perfectionne lors de master classes avec des chefs tels que Nicolás Pasquet (en), Bernard Haitink, Péter Eötvös ou Bertrand de Billy.
À Berlin, elle est participante et finaliste dans l'atelier de direction Das Kritische Orchester dirigé par Simone Young.
En 2017, elle intègre le Taki Concordia Conducting Fellowship fondé par l'homme d’affaires Tomio Taki et Marin Alsop pour aider et promouvoir les jeunes cheffes d'orchestre dans leurs débuts professionnels.

### Récompenses
Pour sa première participation à un concours international de direction d'orchestre (Concours Antal Doráti à Budapest en novembre 2015), Gardolińska fait partie des 10 demi-finalistes – dont elle est la seule femme – sélectionnés parmi 130 participants.
En 2016, elle remporte une mention Honorable et le Prix spécial de l'orchestre au concours Witold Lutoslawski de Białystok, ainsi que le 3e Prix et le Prix spécial de l'orchestre au concours international Felix Mendelssohn de Thessalonique.
La même année, elle est distinguée « Personnalité polonaise d'exception en Autriche » dans la catégorie « Culture » pour son rôle dans la diffusion de la musique polonaise.
Elle est aussi demi-finaliste au 1er concours international de direction de Hong-Kong en 2018.

### Carrière
En 2014 et 2015, avec la compagnie Johann-Strauss-Operette-Wien, Gardolińska entreprend en Allemagne des tournées de représentations de L’Oiseleur de Carl Zeller et de La Chauve-souris de Johann Strauss.
De 2015 à 2018, elle est cheffe d'orchestre invitée de l'Akademischer Orchesterverein in Wien.
À partir de 2017, elle travaille avec Tadeusz Kozłowski, directeur musical de l'Opéra national de Pologne à Varsovie, à la redécouverte de chefs-d’œuvre opératiques oubliés, comme Legenda Bałtyku de Feliks Nowowiejski et Manru d'Ignacy Paderewski.
Au cours des années 2017 et 2018, elle est cheffe d'orchestre et directrice artistique de l'Orchestre (de) de l'université technique de Vienne, et elle restera la seule femme parmi les 13 chefs qui se sont succédé jusqu'en 2021 à la tête de cet orchestre non professionnel depuis sa création en 1984.
Toujours à Vienne, son lieu de résidence, elle dirige également l'Orchestre symphonique de l'ORF, le Tonkünstler Orchester et le Wiener Concert-Verein, se produisant au Konzerthaus et au Musikverein.
Durant les saisons 2018-2019 et 2019-2020, elle est « Young Conductor in Association » avec l'Orchestre symphonique de Bournemouth de Kirill Karabits,. Elle dirige le Scottish Chamber Orchestra au Festival d'Édimbourg le 26 août 2019.
Au cours de la saison 2019-2020 de l'Orchestre philharmonique de Los Angeles, cooptée Fellow du maestro Gustavo Dudamel, elle l'assiste pour le concert et l'enregistrement live le 29 février 2020 au Walt Disney Concert Hall de la symphonie no 4 de Charles Ives, dont les mouvements avec chœurs nécessitent un deuxième chef d'orchestre,.
En septembre-octobre 2020, elle dirige à Nancy et à Dijon les premières représentations en France de Görge le rêveur de Zemlinsky,,.
Ses débuts parisiens se font en décembre 2020 avec l'Orchestre de chambre de Paris au Théâtre du Châtelet, en streaming en raison de la pandémie de Covid-19.
C'est en janvier 2021 qu'elle est nommée directrice musicale de l'Orchestre de l'Opéra national de Lorraine, pour une durée de trois ans, devenant, après Debora Waldman (Orchestre national Avignon-Provence, juillet 2019) et Johanna Malangré (Orchestre de Picardie, octobre 2020), la troisième femme à la tête d'un grand orchestre français en région.
Gardolińska s'est engagée avec l'agence artistique londonienne Askonas Holt, qui représente plus de 200 artistes mondialement connus, dont, pour la France, Elsa Dreisig, Emmanuelle Haïm, Emmanuel Pahud, Alexandre Tharaud et Nathalie Stutzmann.
En 2024, elle prolonge son mandat à la tête de l'Opéra de Lorraine jusqu'en 2026.